# Almacenes nazis de arte durante la Segunda Guerra Mundial
El Partido Nacionalsocialista Obrero Alemán protegió el arte, oro y otros objetos que habían sido saqueados o trasladados para su custodia en varios lugares de almacenamiento durante la Segunda Guerra Mundial. Estos sitios incluían minas de sal en Altaussee y Merkers y una mina de cobre en Siegen.

## Mina de sal de Altaussee

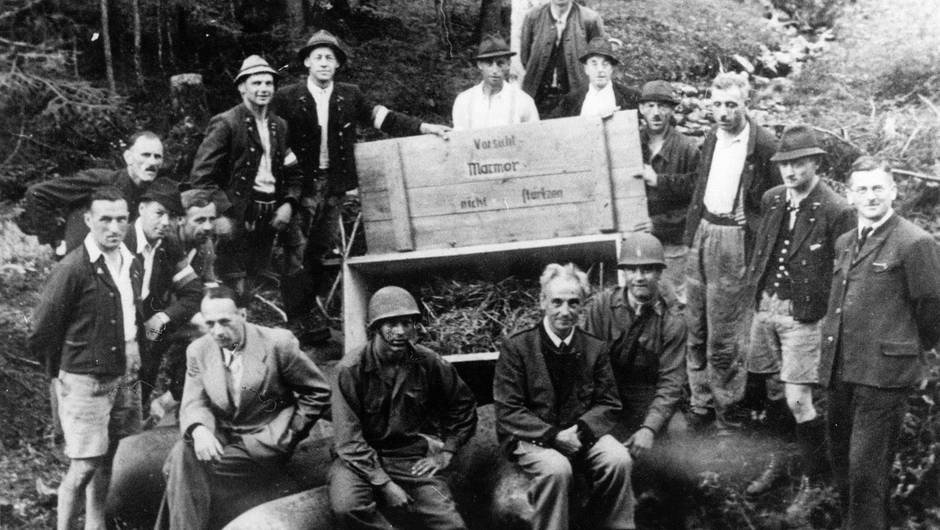
Altaussee, mayo de 1945 después de la remoción de las ocho bombas de 500 kg en el depósito de arte robado por los nazis.

Entre 1943 y 1945, el extenso complejo de minas de sal en Altaussee sirvió como un enorme depósito de arte robado por los nazis. También contenía fondos de colecciones austriacas. Inicialmente, en agosto de 1943, los tesoros artísticos de las iglesias, monasterios y museos austriacos se transfirieron a las minas para su custodia, seguido de, a partir de febrero de 1944, un stock de alrededor de 4.700 obras de arte robadas de toda Europa. Estas fueron acumuladas bajo el alias Sonderauftrag Linz (Comisión Especial: Linz) por Adolf Hitler y estaban destinadas al Führermuseum planeado en Linz, Austria. Al final de la guerra, todo el depósito almacenaba 6.577 pinturas, 137 esculturas y 484 cajas de otras obras de arte, así como muebles, armas, monedas y colecciones de bibliotecas, incluidas algunas de las llamadas Führerbibliothek de Hitler (Biblioteca del Führer).
El contenido del depósito incluía: tesoros de propiedad belga como la Madonna de Brujas de Miguel Ángel robada de la Iglesia de Nuestra Señora en Brujas y el retablo de Gante de Jan van Eyck robado de la catedral de San Bavón en Gante; El astrónomo y El arte de la pintura de Johannes Vermeer que serían puntos focales del Führermuseum de Hitler en Linz, y pinturas del Museo Capodimonte en Nápoles, Italia, que habían sido robadas por la División de Tanques Hermann Göring (Fallschirm-Panzer Division 1 Hermann Göring) en Monte Cassino, Italia.
En abril de 1945, cuando las tropas aliadas se acercaron a la mina de sal, el Gauleiter August Eigruber dio órdenes de volarla. Para ello mandó transportar ocho bombas de 500 kg cada una a los túneles. Hitler anuló la orden de Eigruber, pero después de la muerte del "Führer", el Gauleiter ignoró esto. Sin embargo, la orden no se cumplió. La destrucción fue evitada en el último minuto por la administración de la mina local, funcionarios del depósito y mineros. En la noche del 3 al 4 de mayo de 1945 fue posible retirar las bombas. Para engañar al Gauleiter Eigruber y evitar un mayor acceso a los tesoros, volaron las principales entradas a la mina. Después de la ocupación de Altaussee el 8 de mayo de 1945 por una unidad de infantería estadounidense, el depósito de arte fue tomado por el ejército estadounidense (Programa de Monumentos, Arte y Archivos). Se volvieron a abrir los accesos y comenzaron las labores de rescate. Las obras de arte fueron llevadas al Punto Central de Recolección de Arte en Múnich en los años siguientes, donde comenzó el difícil proceso de restitución, que aún continúa.

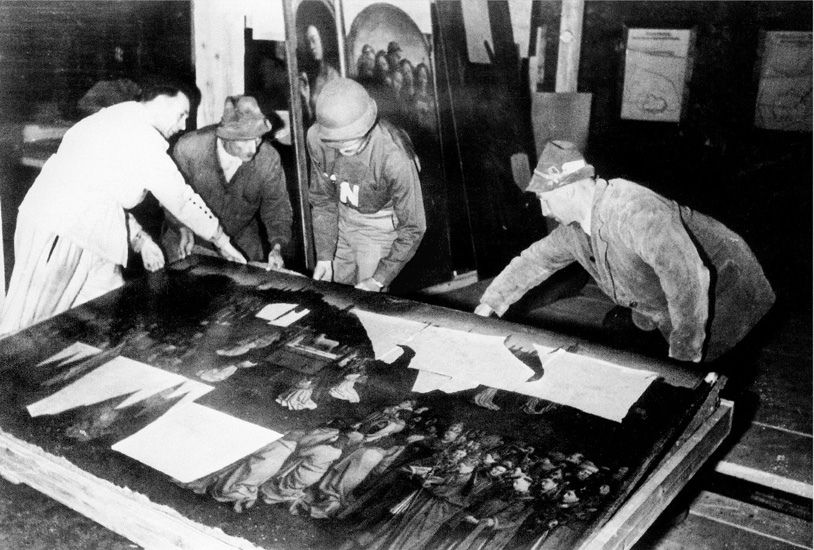
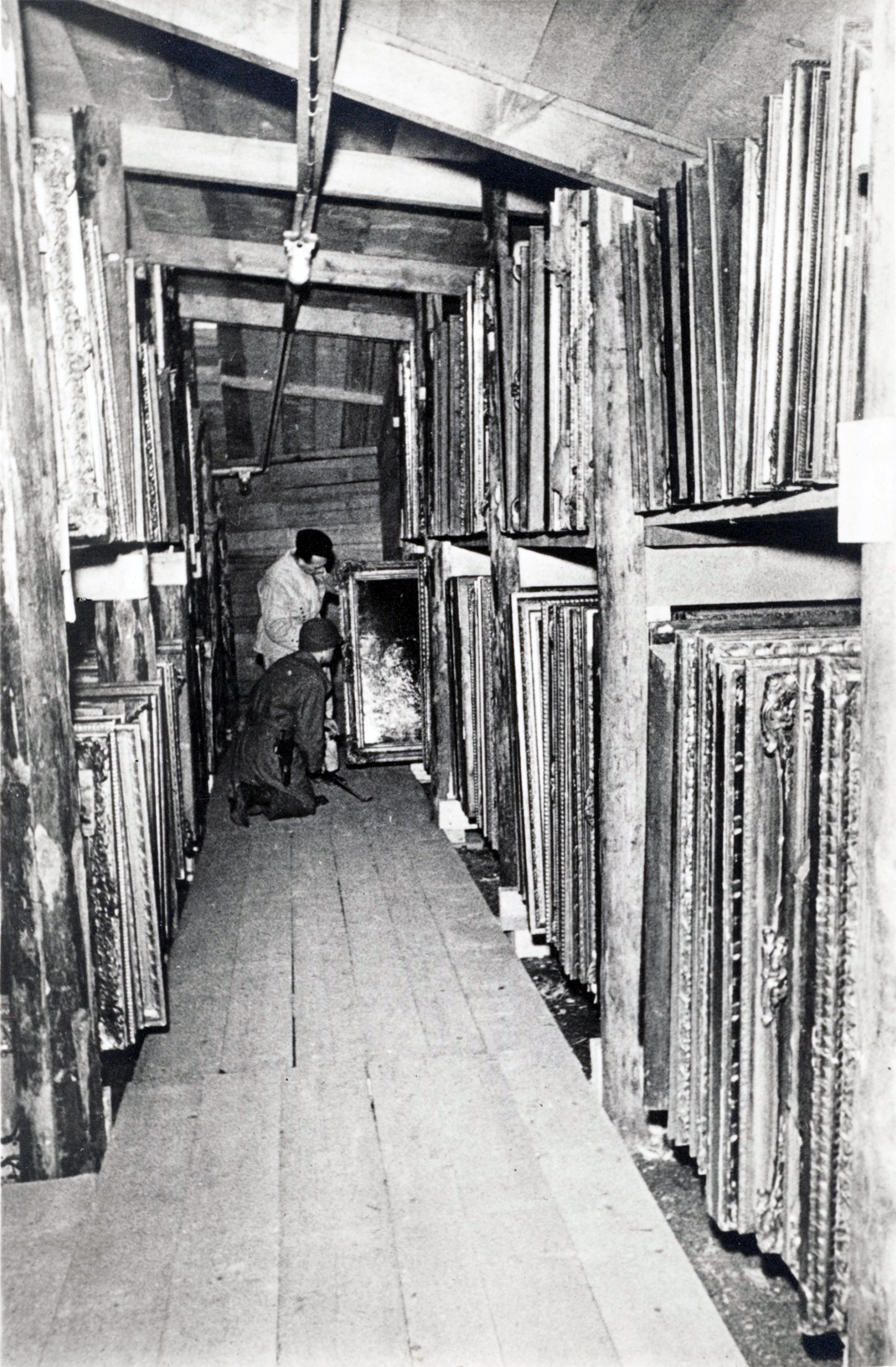
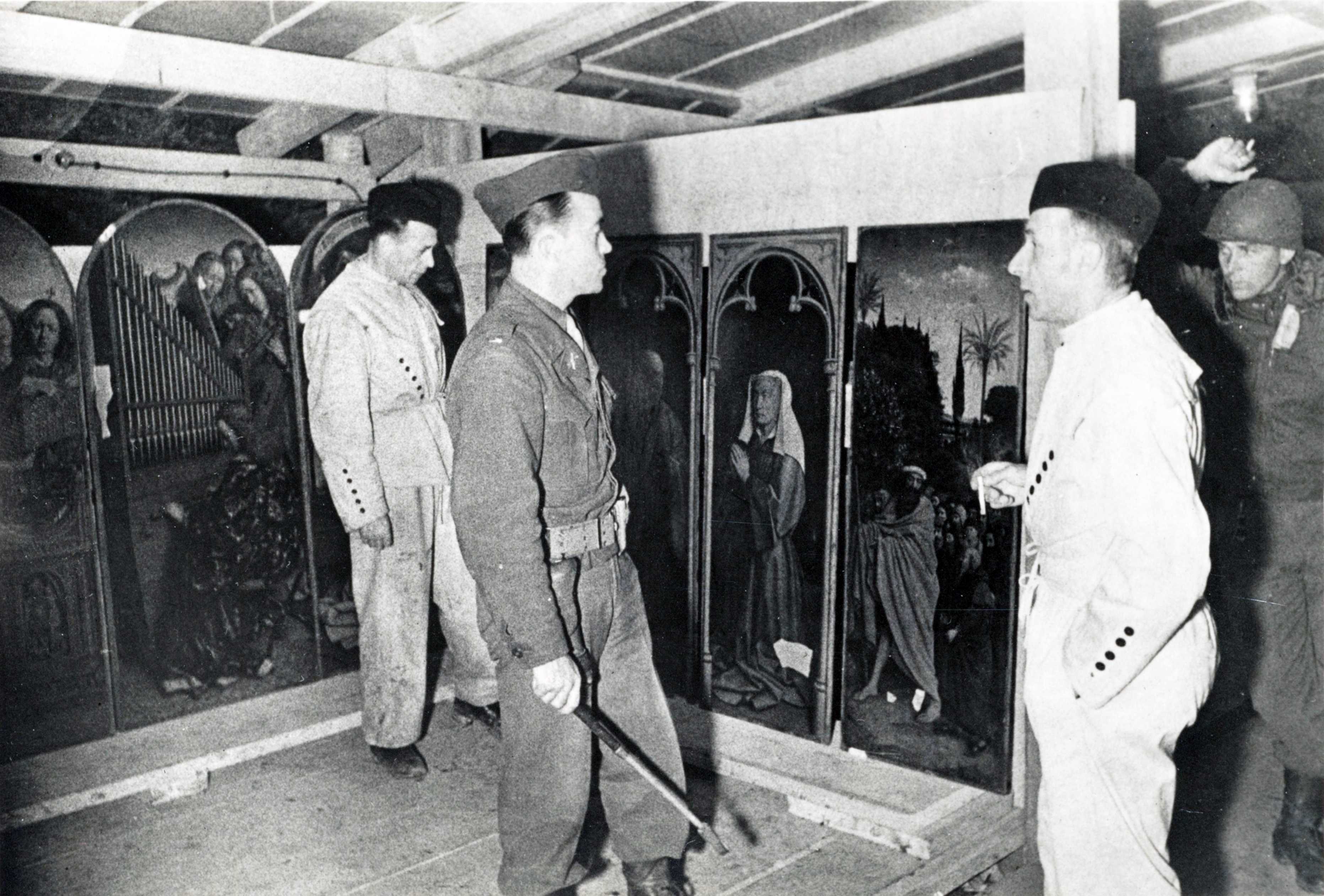
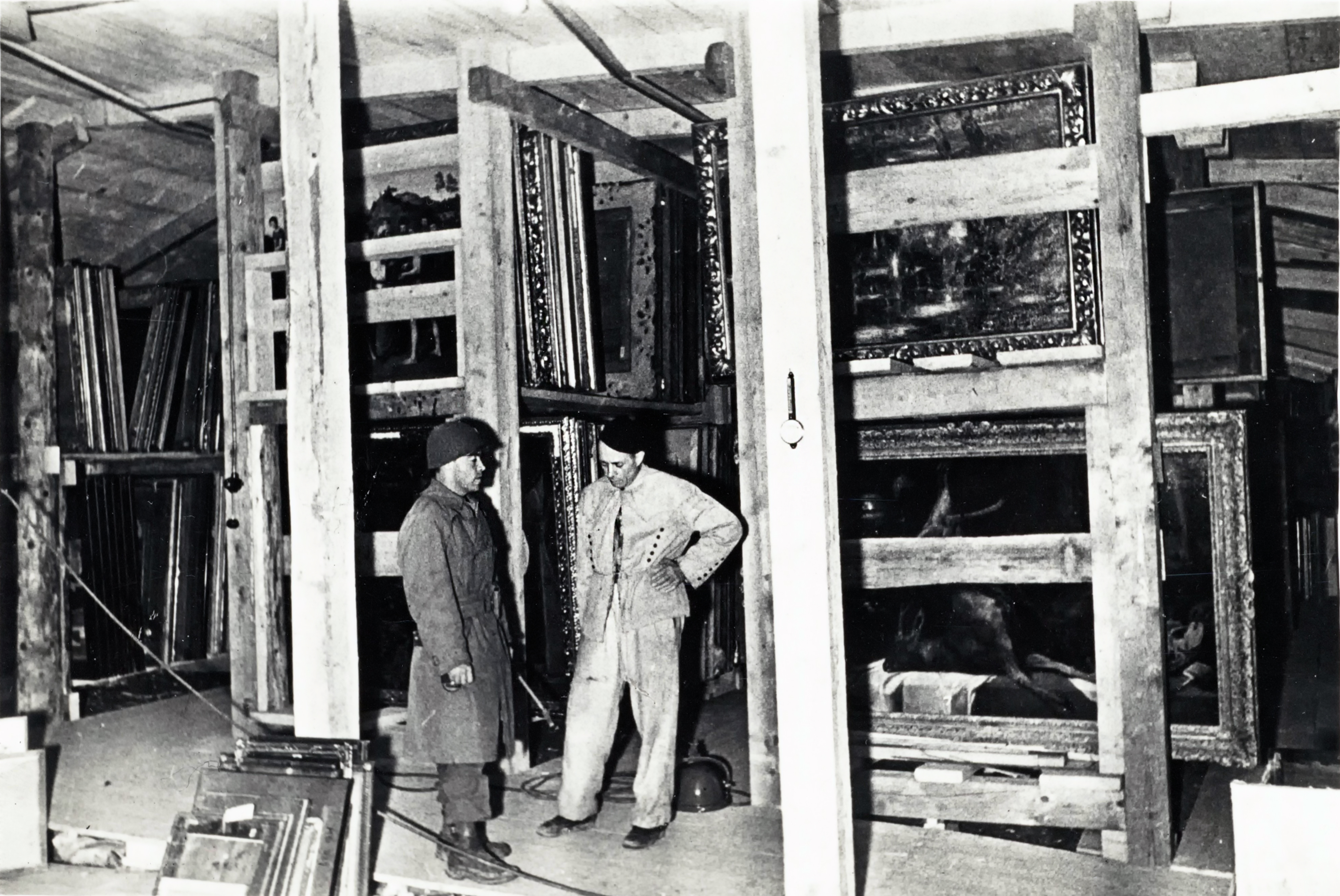
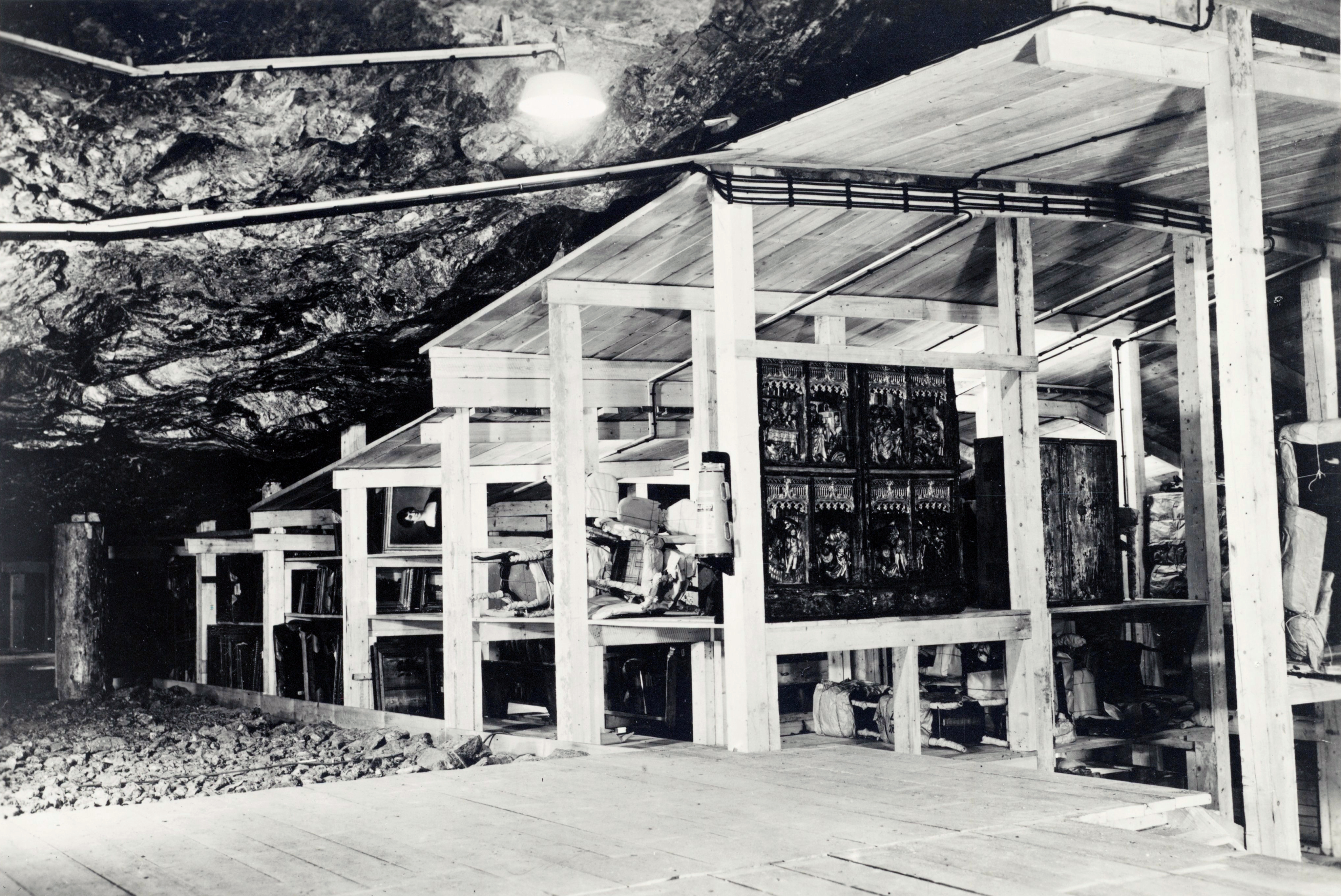
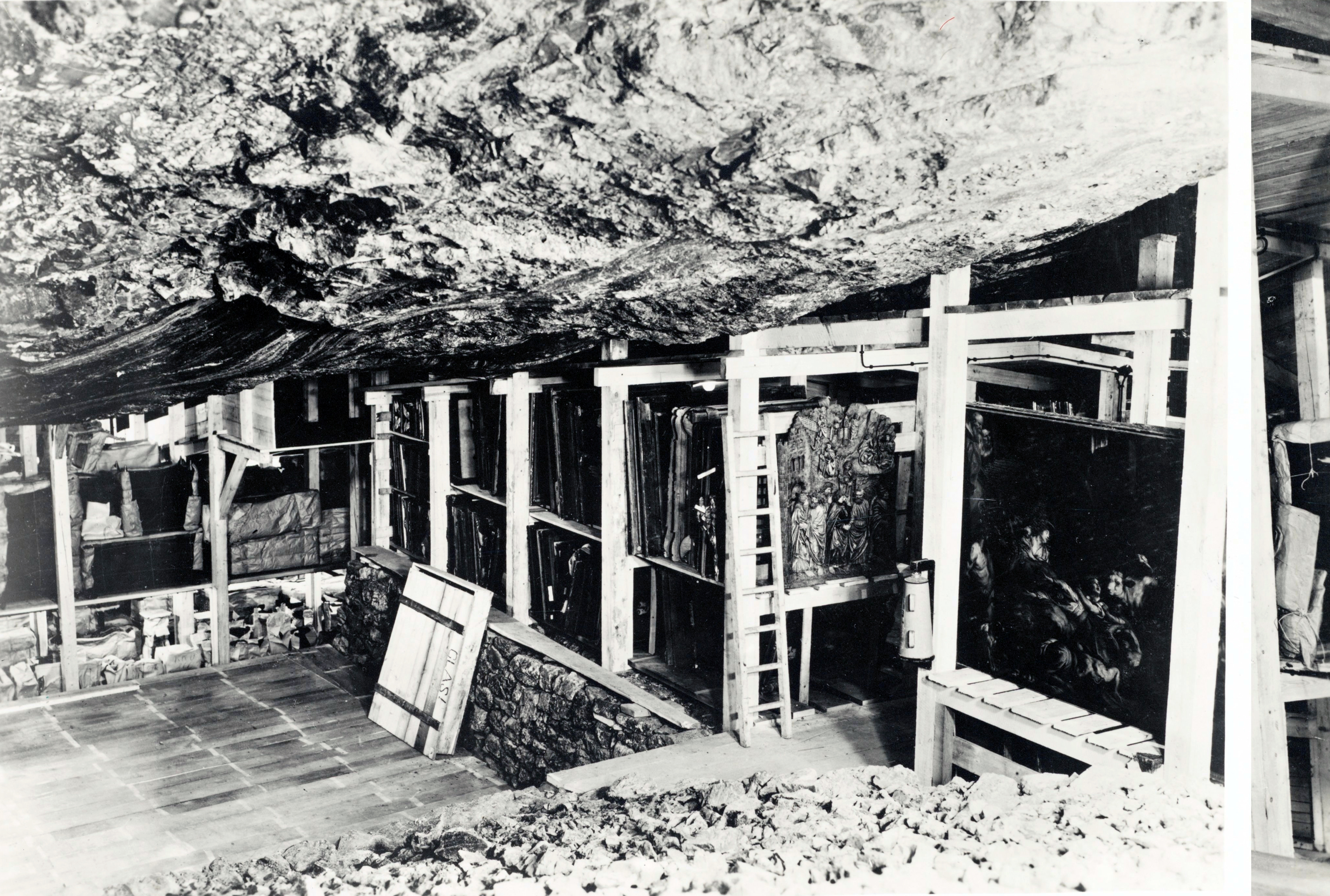
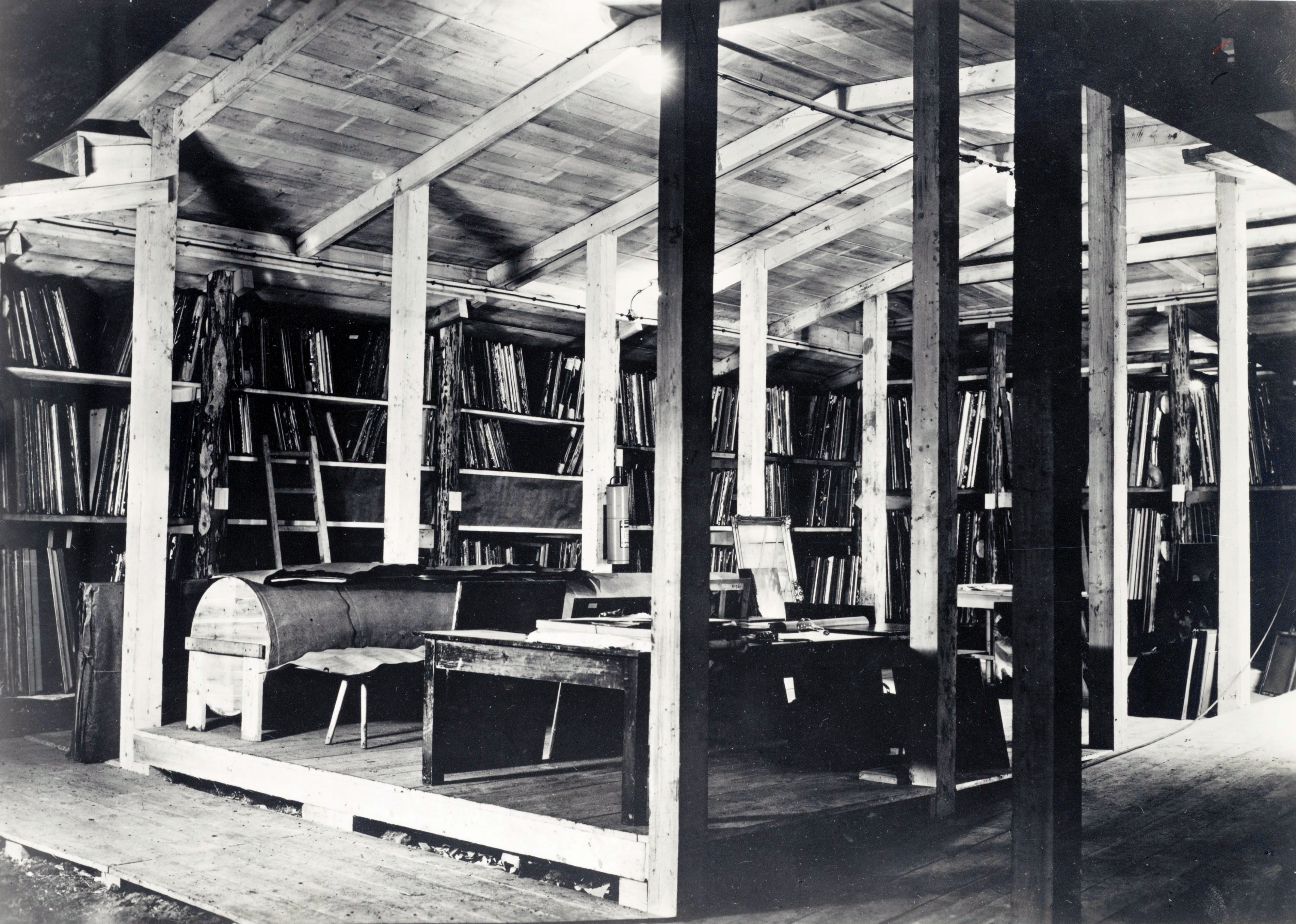
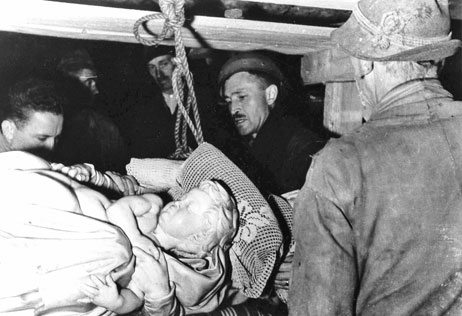
La Madonna de Brujas siendo recuperada de la mina de sal de Altaussee

## Mina de sal Merkers
El complejo de la mina de sal Kaiseroda cerca de Merkers almacenó más de 400 millones de Reichsmark en oro nazi, miles de cajas de obras de arte que habían sido transferidos de los Museos Estatales de Berlín para su custodia, y muchas obras de arte robadas.
El 4 de abril de 1945, la 90 División de Infantería del Ejército de los Estados Unidos capturó la ciudad de Merkers. Dos días después, algunos policías militares se encontraron con dos mujeres locales a las que escoltaron hasta la ciudad. Los ciudadanos comentaron sobre el uso de la mina al pasar por ella, y la historia pronto se confirmó. Una entrada a la mina ya estaba vigilada, pero había cuatro más, todas las cuales tenían orden de vigilancia. En el interior, los funcionarios estadounidenses encontraron 30 millas de galerías y bolsas que contenían casi 500 millones de Reichsmarks en la entrada principal. El oro estaba protegido por una bóveda, que finalmente fue volada. Dentro había una habitación de 75 x 150 pies que contenía 7.000 bolsas numeradas de lingotes de oro y monedas, 250 toneladas en total. La bóveda almacenaba divisas de toda Europa, incluidos 2.700 millones de Reichmark y 98 millones de francos franceses. En otras áreas había 400 toneladas de obras de arte y cientos de toneladas de patentes y otros registros, municiones, fondos de bibliotecas (2 millones de libros) y valijas que contenían los objetos de valor confiscados de las víctimas del Tercer Reich. El 16 de abril, Estados Unidos comenzó a trasladar el oro y monedas a un Reichsbank en Frankfurt, con un convoy de 30 camiones de diez toneladas sobrecargados bajo una fuerte protección, incluido el apoyo aéreo. Este procedimiento se repitió para las obras de arte.

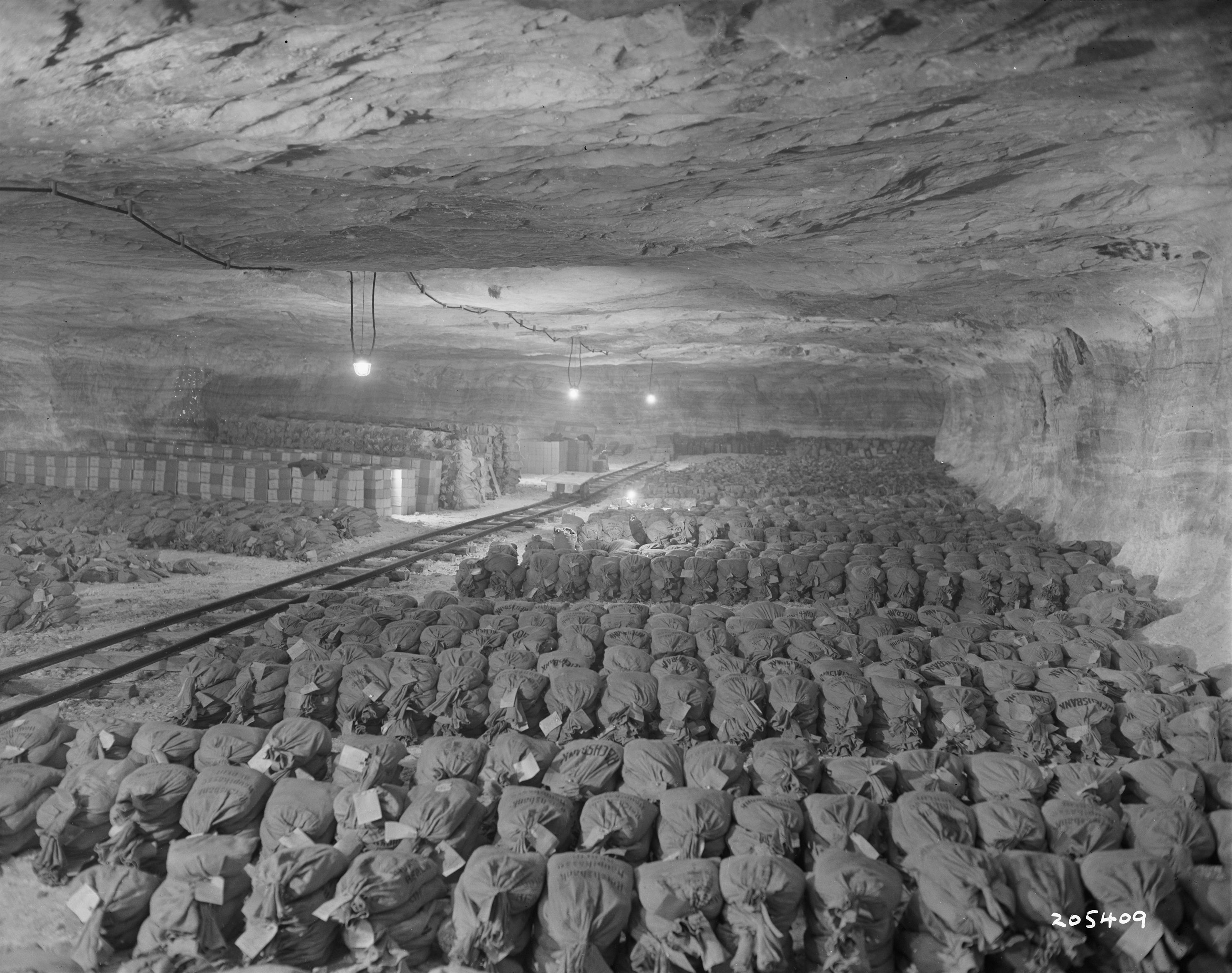
Oro nazi en la mina de sal de Merkers
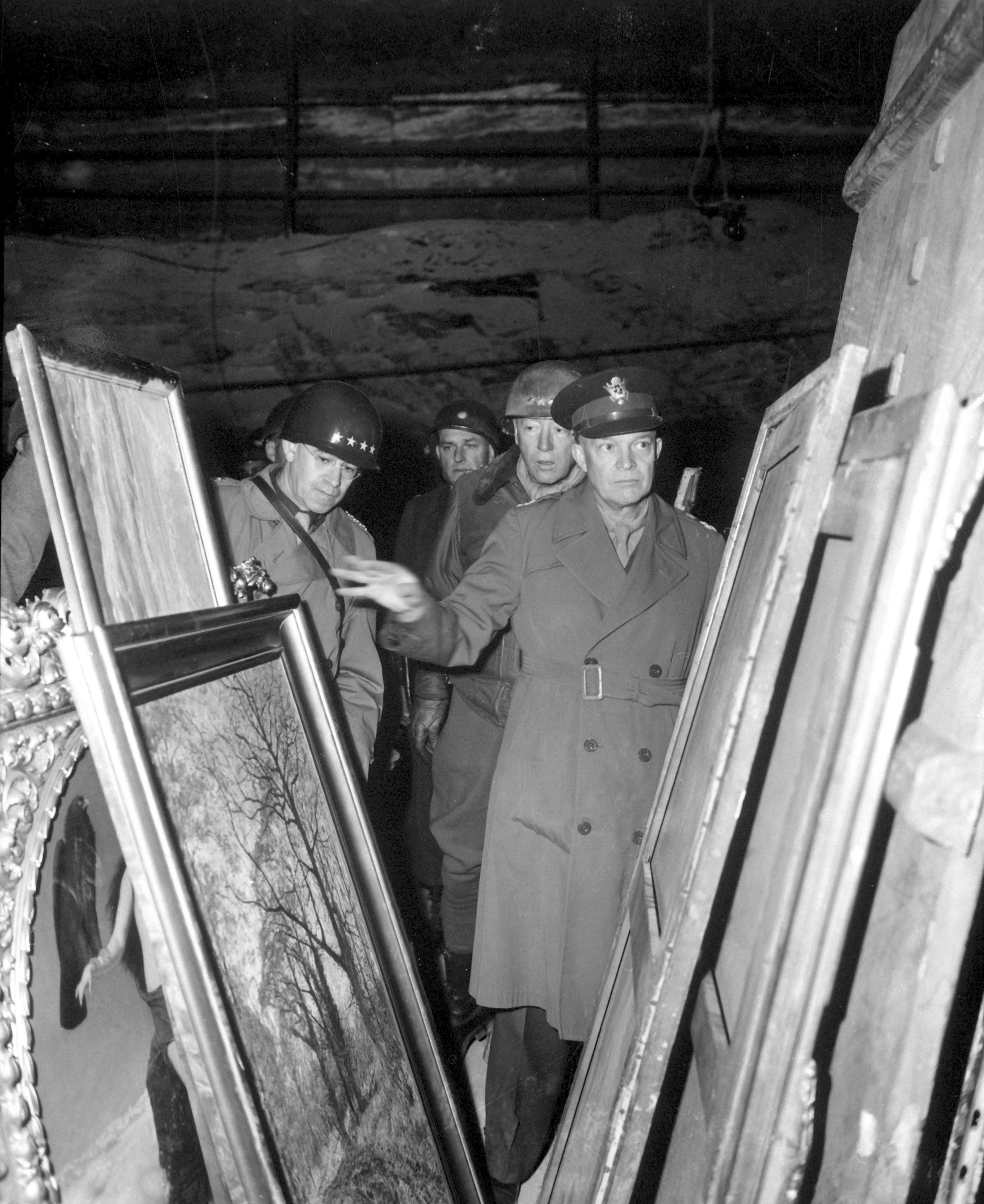
Eisenhower inspecciona obras de arte robadas

## Mina Siegen

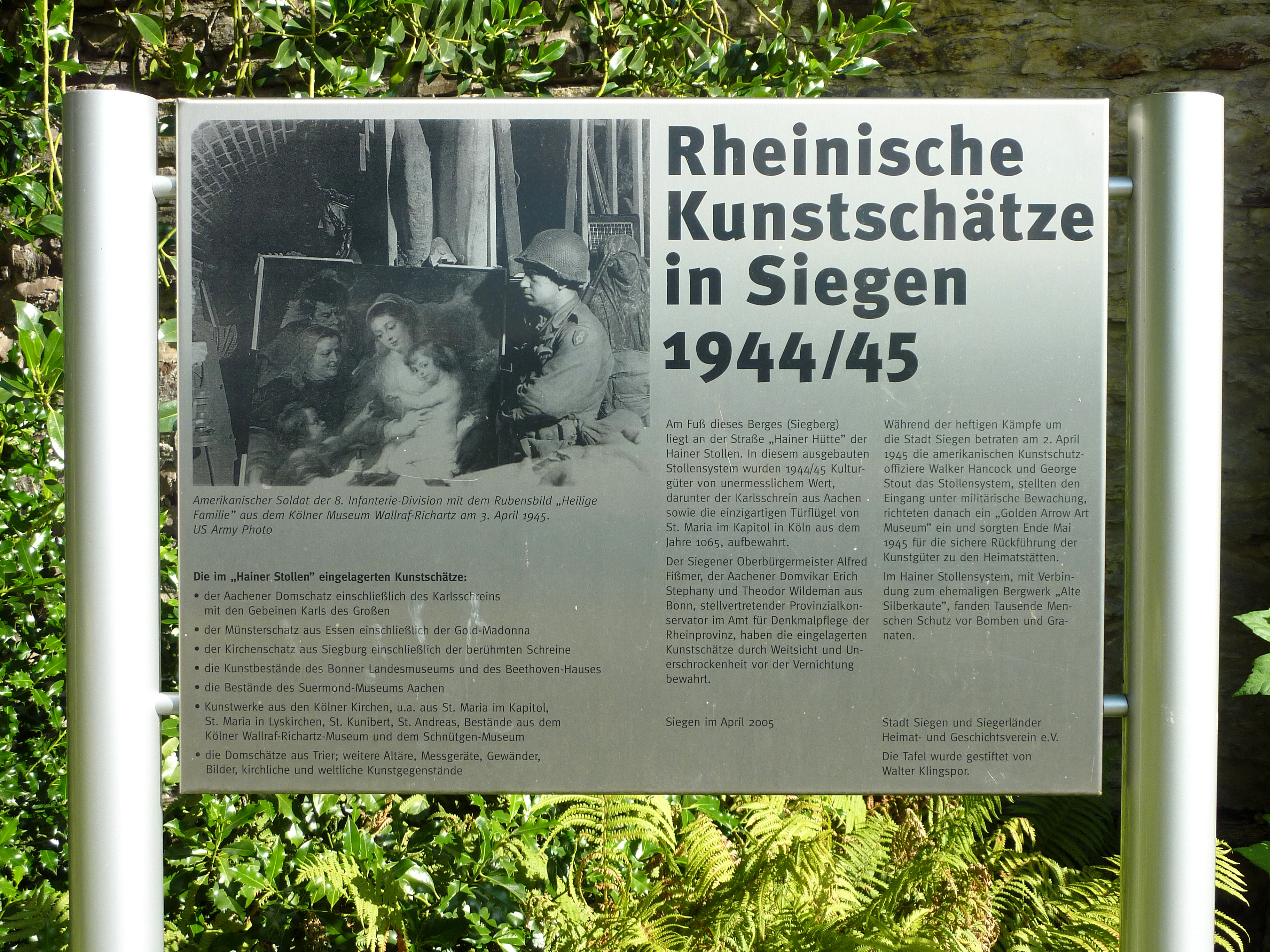
Señalización en el sitio del Hainer Stollen en Siegen

La mina Siegen (Hainer Stollen alias Alte Silberkaute) contenía una gran cantidad de arte y artefactos. Incluían las reliquias de Carlomagno de la catedral de Aquisgrán, así como pinturas, esculturas, manuscritos y otros objetos de los museos alemanes.

## Obras de arte notables recuperadas
- Miguel Ángel, Madonna de Brujas, Altaussee
- van Eyck, Retablo de Gante, Altaussee
- Manet, en el Conservatorio, Merkers

## Otros sitios

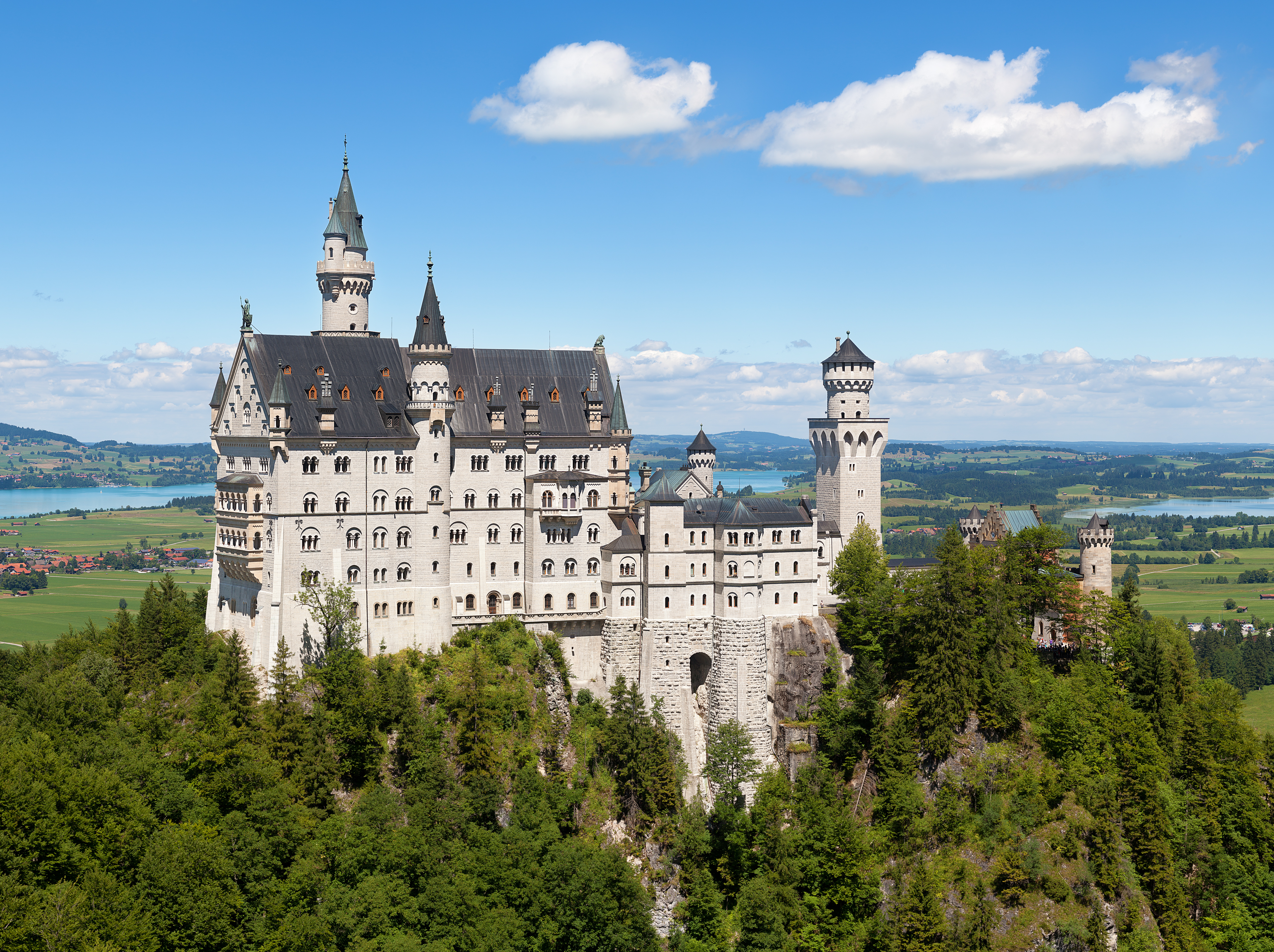
El castillo de Neuschwanstein, donde los nazis almacenaron muchas obras de arte saqueadas durante la Segunda Guerra Mundial

El castillo de Neuschwanstein en Baviera se utilizó para almacenar muchas obras de arte bajo el supuesto de que era poco probable que sufriera daños en la guerra. Albergaba obras confiscadas a judíos parisinos, más de 21.000 objetos y unas 2.000 obras de las Colecciones de Pinturas del Estado de Baviera.